# Pradamano
Pradamano (friuli nyelven Pradaman, régi friuli nevén Predeman) település Olaszországban, Friuli-Venezia Giulia régióban, Udine megyében. Lakosainak száma 3505 fő (2023. január 1.). Pradamano Buttrio, Pavia di Udine, Remanzacco, Udine és Premariacco községekkel határos.

## Népesség
A település népességének változása:
| Lakosok száma | 3602 | 3617 | 3505 |
|               | 2017 | 2018 | 2023 |